# Портрет на старец с внук
„Портрет на старец с внук“ (на италиански: Ritratto di vecchio con nipote) е картина на италианския ренесансов художник Доменико Гирландайо, нарисувана около 1490 г. Картината е изпълнена с темпера върху дърво, с размери 49 Х 77 см. и е изложена в музея „Лувър“ в Париж, Франция.

## Описание
В центъра на картината безусловен акцент е обезобразения от ринофима нос на стареца. Дядото, внимателно е прегърнал внука си, и гледа към него със сдържано възхищение, и едновременно с някаква тъга, а момчето с не по малко трогателно доверие въпросително гледа дядо си в очите.
Старецът определено не е красив, но чувството на обич към детето, напълно променя отношението към него. През открития прозорец се вижда италиански пейзаж – долина, през която протича река, малка селска църква, и в далечината – скали и хълмове.

## История
Историята на картината е неизвестна до 1880 г., когато е купена от Лувъра, след като берлинския музей Боде отказва да я купи заради лошото и състояние. Картината е почистена и реставрирана през 1996 г.

## Галерия
- рисунка на Гирландайо, 28,1×21,5 см., Национален музей на Швеция, Стокхолм.